# Villa Pía
La Villa Pía o Casina de Pío IV (en italiano, Casina Pio IV), es un edificio que se alza en el interior de la Ciudad del Vaticano. Es la sede de la Pontificia Academia de las Ciencias y de la Pontificia Academia de Ciencias Sociales.
La Casina, proyectada por Pirro Ligorio, fue construida en el año 1558 por el papa Pablo IV en los Jardines Vaticanos. A la muerte del pontífice, el edificio fue acabado bajo el papa Pío IV, que hizo un ambiente de recreación y representación. Por esto, el arquitecto debió llevar cuenta de las múltiples características de la villa, que habría debido conciliar los aspectos bucólicos del lugar en el rigor apropiados al papel del pontífice. El resultado fue un edificio de gusto manierista, estrechamente decorado mediante estatuas modernas y antiguas, esculturas y pinturas.

## Bibliografía

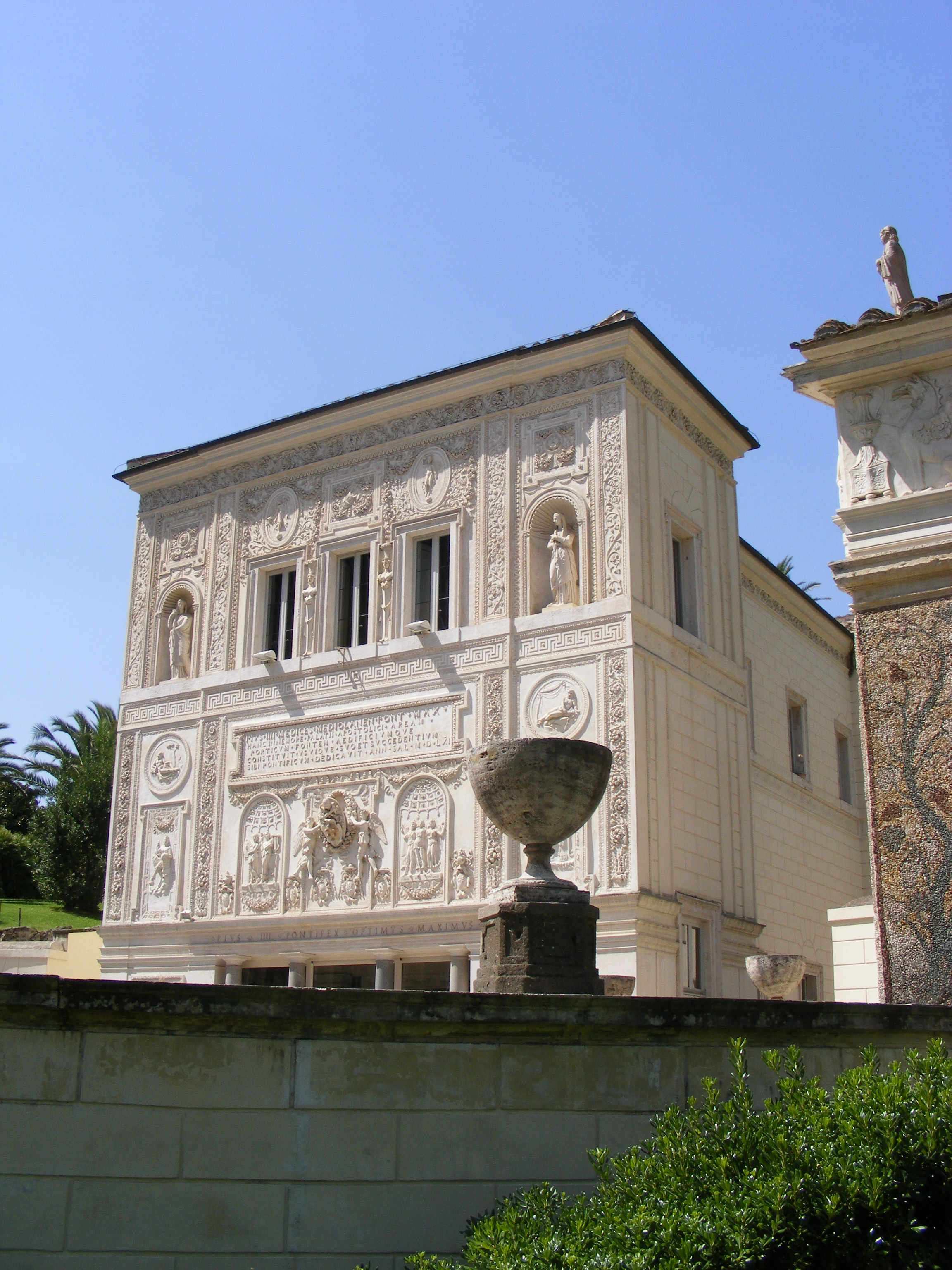
Casina de Pío IV.

## Véase también

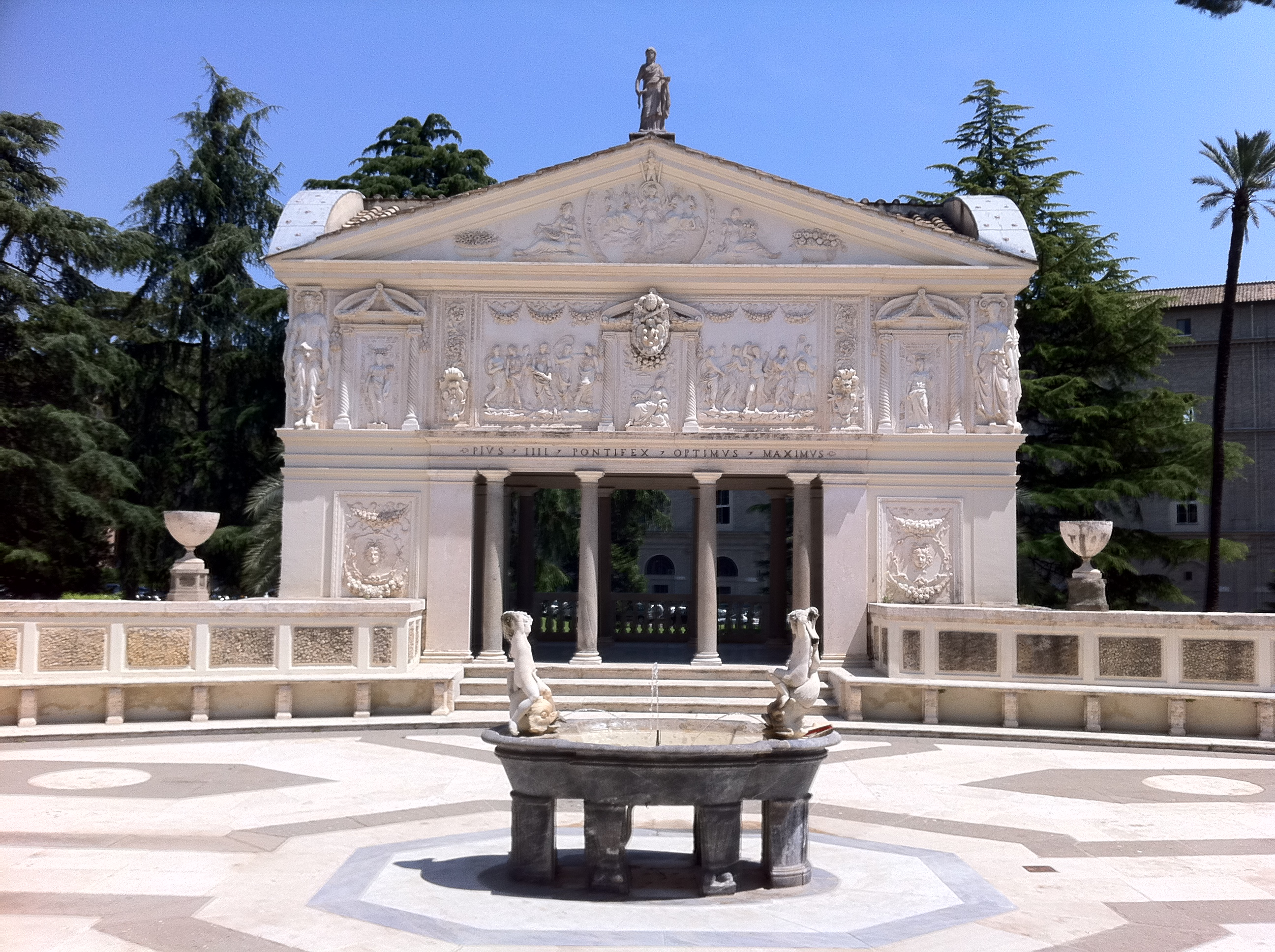
Patio de la Casina